# Relaciones Argelia-República Árabe Saharaui Democrática
Las relaciones Argelia-Sáhara Occidental son las relaciones actuales e históricas entre República Democrática Popular de Argelia y el Sáhara Occidental. Argelia fue el tercer estado del mundo en reconocer a la RASD, el 6 de marzo de 1976 y las relaciones diplomáticas formales se establecieron poco después. Argelia abrió una embajada saharaui en Argel ese año, durante el gobierno de Houari Boumedienne. En febrero de 2022, se instaló en la Asamblea Popular Nacional de Argelia un Grupo Parlamentario de Amistad y Fraternidad “Argelia-Sáhara Occidental”.